# Batalla de Meung-sur-Loire
La batalla de Meung-sur-Loire, lliurada el 15 de juny de 1429, va ser una de les grans victòries obtingudes per Joana d'Arc a la campanya del Loira, a la fase final del prolongat conflicte conegut com a Guerra dels Cent Anys. Aquesta campanya va seguir a l'aixecament del Setge d'Orleans per les forces de la Donzella.

## Antecedents
Meung-sur-Loire, petita vila situada sobre la riba nord del Riu Loira, tenia una enorme importància estratègica per als francesos, pel fet que, igual que les altres ciutats atacades a la campanya del Loira, controlava un dels ponts sobre el riu. Les forces de Joana d'Arc necessitaven imperiosament dominar aquells ponts, ja que d'altra manera França quedava dividida en dues (nord i sud) i l'enemic controlaria els únics mitjans d'encreuament.
Després del 12 de juny de 1429, les forces de Joana havien recuperat ja el control de dos dels ponts sobre el Loira: per a això, havien hagut d'alliberar Orleans i aixafar als anglesos en la batalla de Jargeau.
El pont de Meung-sur-Loire seria el tercer objectiu vital d'aquesta campanya, primera operació ofensiva dels francesos en més d'una generació.
La idea dels anglesos era utilitzar les ciutats que custodiaven els ponts com a caps de platja per emprendre una gegantina operació ofensiva que, en teoria, els donaria el control absolut sobre el territori francès complet. Com es comprèn, els francesos havien de fer alguna cosa per evitar-ho. Després d'Orleans i Jargeau, Joana va decidir recuperar el pont de Meung-sur-Loire.

## La Batalla
Les defenses que els anglesos havien desenvolupat a Meung-sur-Loire consistien a la muralla de la mateixa ciutat, les fortificacions del pont en si i un enorme castell emmurallat situat a poca distància del poble, que el comandant Shrewsbury i el seu adjunt Scales utilitzaven com quarter general.
Joana i el seu segon, el duc d'Alençon, comandaven una força d'aproximadament 7.000 homes. El competent grup d'oficials dels que s'havien envoltat incloïen Gilles de Rais Barbablava, Jean de Dunois, Jean Poton de Xantrailles i Étienne de Vignolles, La Hire.
El nombrós exèrcit gal va efectuar un violentíssim atac frontal contra les fortificacions del pont i va arribar a capturar en un sol dia. A partir de llavors, la resta va ser només una operació de neteja sobre el castell i la ciutat. Al vespre d'aquell mateix dia tots els anglesos estaven morts, ferits o en fuga, i Joana controlava ja la major part dels ponts sobre el Loira. Això no només li va permetre moure les seves tropes i subministraments d'un costat a l'altre, sinó que va impedir als anglesos fer el mateix (almenys en Orleans, Jargeau i Meung-sur-Loire).

## Conseqüències
Després d'aquesta batalla, només restava recuperar el pont de Beaugency perquè la Donzella tingués el control total de la regió.